# 마티아스 카브레라
마티아스 훌리오 카브레라 아세베도(Matías Julio Cabrera Acevedo, 1986년 5월 16일 ~)는 우루과이의 축구 선수로 현재 우루과이 세군다 디비시온의 CA 세로에서 뛰고 있다.

## 수상

### 세로
- 리기야 프레-을리베르타도레스: 우승 (2009)

### 나시오날
- 우루과이 프리메라 디비시온: 2010-11, 2011-12